# Lytrosis
Lytrosis là một chi bướm đêm thuộc họ Geometridae.